# Libanon op de Olympische Winterspelen 2018
Libanon was een van de deelnemende landen aan de Olympische Winterspelen 2018 in Pyeongchang, Zuid-Korea.
Bij de zeventiende deelname van het land aan de Winterspelen werd ook voor de zeventiendde keer deelgenomen in het alpineskiën en voor de tweede keer in het langlaufen. Van de drie debuterende  deelnemers was Samer Tawk de vlaggendrager bij de openingsceremonie.

## Deelnemers en resultaten
(m) = mannen, (v) = vrouwen 

### Alpineskiën
| Olympiër       | Onderdeel        | Resultaat | Prestatie                                                            |
| -------------- | ---------------- | --------- | -------------------------------------------------------------------- |
| Allen Behlok   | reuzenslalom (m) | 71e       | 1e run: 1.26,70 (80e) 2e run: 1.25,43 (71e) totaal: 2.52,13 (+34,09) |
| Allen Behlok   | slalom (m)       | DNF       | 1e run: niet gefinisht                                               |
|                |                  |           |                                                                      |
| Natacha Mohbat | slalom (v)       | 52e       | 1e run: 1.06,73 (57e) 2e run: 1.05,31 (53e) totaal: 2.12,04 (+33,41) |

### Langlaufen
| Olympiër   | Onderdeel             | Resultaat | Prestatie          |
| ---------- | --------------------- | --------- | ------------------ |
| Samer Tawk | 15 km vrije stijl (m) | 109e      | 47.03,4 (+13.19,5) |